# フリーダム・オブ・ザック
株式会社フリーダム・オブ・ザック（FREEDOM OF ZACK）は、テレビ番組を制作する音響効果・選曲を行う会社である。

## 沿革
- 2001年（平成13年）9月26日 - 設立。SPOTより派生。

## 所属スタッフ
- 太田 光則（代表者／SPOT→）
- 福永 真弓（ユミックス→SPOT→）
- 若林 雄二
- 吉田 塁
- 杉山 典子（SPOT→）
- 遠藤 亘
- 山本 達也
- 関 由紀子（デスク）
- 大谷 千尋（経理）